# Aeródromo de Nyes
El Aeródromo de Nyes (ruso: Аэродром Несь; ICAO: ULJN; IATA: ) es una pista situada 2 km al oeste de Nyes, en Nenetsia, un distrito autónomo del óblast de Arjánguelsk.
Las instalaciones son gestionadas por la compañía por acciones "Destacamento Aéreo de Narian-Mar" (ruso: ОАО "Нарьян-Марский объединенный авиаотряд"), anteriormente conocida como "Narian-Mar Airlines".
El espacio aéreo está controlado desde el FIR de Arjánguelsk-Talagi (ICAO: ULAA)

## Pista
El aeródromo de Nyes consiste en una pequeña pista de tierra en dirección 10/28 de 650x50 m. (2.133x164 pies).

## Aerolíneas y destinos
El Destacamento Aéreo de Narian Mar vuela regularmente a este aeródromo regional.